# 李清 (韓國)
李清（韓語：이청，1936年4月23日—）是大韓帝國皇族興宣大院君的玄孫，朝鮮日治時期舊王公族成員；他是李鍝和他的夫人朴贊珠的長子。
第二次世界大戰日本投降後失去貴族身分，之後成為美國威斯康辛州马凯特大学的畢業生。2006年時，李清根據《承政院日記》、《淸季中日韓關係史料》等史料整理並出版《興宣大院君史料彙編》（흥선대원군 사료휘편）四卷，來陳述高祖父興宣大院君的歷史事蹟。

## 生平
1936年4月23日下午4點38分誕生在東京市澀谷區李鍝公家的東京別邸，是李鍝公和公妃朴贊珠的長子；同月29日命名為李清（リ セイ）。1942年以「公族」身分進入學習院小學校就讀；1944年回到朝鮮並住進雲峴宮。1945年8月6日，父親李鍝在上班時遭遇廣島市原子彈爆炸並在次日薨逝，因此李清在同月10日即承襲父親的爵位，稱為李清公。
戰後，日本訂定新憲法，華族、朝鮮王公族、朝鮮貴族等貴族爵位被廢除，因此李清在1947年喪失貴族身分；韓國訂立《舊皇室財產法》之後將原皇室財產國有化，但是在朴贊珠交涉之後，本為興宣大院君故居的雲峴宮被排除出國有化之列，因此李清與母親、弟弟李淙在1948年後，得以回到雲峴宮居住。不過之後由於債務清算、道路擴建等因素，部分雲峴宮的土地曾多次被包含政府在內的買家購去，因此現存雲峴宮比起初的規模來得小。1954年李清進入京畿高等學校就讀；1960年獲得美國威斯康辛州马凯特大学土木工程系的學士學位。李承晚總統在任期間，由於和李清一樣本貫全州李氏、而李承晚本人沒有兒子，曾要求要收李清為養子，但是被雲峴宮一家拒絕了。1966年12月25日，在美國留學的弟弟李淙因為交通事故而死亡，實際上成為了家庭的獨生子。
1960年代，李清在美國田納西州的幾家事務所擔任工程師，1970年在伊利諾州的德保罗大学擔任研究生一年；1974年曾擔任公司的副社長，1991年回到韓國。1993年，由於無力繼續維護雲峴宮，他和母親朴贊珠將雲峴宮賣給了首爾市政府，不時捐獻宮內的文物，自己則搬到西大門區北阿峴洞居住，然後又搬去平倉洞。1994年，他在延世大學擔任講師。1998年起，李清擔任首爾市立大學商學院的客座教授，而且曾是韓國土木工程師學會（KSCE）和韓國建築學會的會員。
2007年親日反民族行為者財產調查委員會以1910年日韓合併條約簽訂時，興親王李載冕和他的兒子永宣君李埈鎔（分別是李清的嗣曾祖、嗣祖父），曾作为皇族代表出席御前會議、並同意签署该条约等为由，认定兩人做出了亲日反民族行为；李清為此提出上訴請求撤銷這項決定，主張《日帝強佔下反民族行為真相糾明相關特別法》違憲，敗訴。
出讓雲峴宮給政府之後，李清依然不時捐贈文物、土地。2007年，他捐贈了8000餘件文物給首爾歷史博物館；2018年，興宣大院君的墓地（範圍2555平方公尺）以及周邊土地（12萬9935平方公尺）也被轉讓給京畿道政府，市值52億韓圓，政府還因而贈送感謝牌匾。

## 學歷
- 日本東京學習院小學校就讀
- 首爾昌慶國民學校畢業
- 首爾京畿中學校畢業
- 首爾高等學校畢業
- 美國马凯特大学土木工程學系畢業
- 美國德保罗大学研究院市場學碩士

## 家族關係
- 高祖父：興宣大院君（1820－1898）
- 高祖母：純穆大院妃（1818－1898）
  - 嗣曾祖父；興親王李載冕（1845－1912），興宣大院君嫡長子；1910年被日本封為李熹公
  - 嗣曾祖母：豐山洪氏（1844－1887），洪秉周之女，李載冕元配[16]
  - 嗣曾祖母：興親王妃李氏（1883－1978），本貫驪州李氏、李麟九之女；1902年成為李載冕繼室。1910年冊封為興親王妃，同年改為李熹公妃[3]
    - 嗣祖父：永宣君李埈鎔（1870－1917），興親王嫡長子；1907年封為永宣君，1912年承襲父爵，稱為李埈公
    - 嗣祖母：南陽洪氏（1870－1894），洪鍾奭之女，李埈鎔元配
    - 嗣祖母：光山金氏（1878－1955），金在鼎之女，李埈鎔繼室；1912年後稱為李埈公妃金氏

  - 本生曾祖父：朝鮮高宗（1852－1919），朝鮮王朝第26任國王、大韓帝國第1任皇帝
  - 本生曾祖母：張氏，朝鮮高宗的承恩尚宮，追封為貴人
    - 本生祖父：義親王李堈（1877－1955），朝鮮高宗庶次子
    - 本生祖母：金興仁[3]，李堈側室，號「修仁堂金氏」
      - 父：李鍝（1912－1945），李堈庶次子，1917年被過繼給李埈公並承襲爵位
      - 母：朴贊珠（1914－1995），侯爵朴泳孝長孫女、朴日緒長女；1935年和李鍝結婚並改稱李鍝公妃贊珠[17]
        - 妻：金氏（김채영，1949－），1971年和李清結婚[1]